# ガブリエル・ユニオン
ガブリエル・ユニオン（Gabrielle Union, 1972年10月29日 - ）は、アメリカ合衆国ネブラスカ州出身の女優。

## 経歴
ネブラスカ州オマハ生まれ。8歳の時にカリフォルニア州に引っ越す。高校時代はサッカーやバスケットボールの選手として活躍した。カリフォルニア大学ロサンゼルス校に通い、弁護士を目指して法律を勉強していたが、小遣い稼ぎにモデルを始める。その後演技をはじめ、1993年より端役でテレビに出るようになった。1999年の『シーズ・オール・ザット』で映画デビュー。その後映画、テレビシリーズで活躍している。

## 私生活
元NFL選手のクリス・ハワードと2001年に結婚したが、2006年に離婚している。2007年よりNBA選手のドウェイン・ウェイドとの交際を始め、2014年に再婚した。
19歳の時にアルバイトをしていた靴店で男2人から暴行を受けた（犯人は後に懲役33年の判決を受けて服役中）。この経験から、性犯罪被害にあった女性をサポートする活動もしている。
2018年11月7日、代理母による出産で娘を迎えた。体外受精などで9回にわたる流産を経験した上での決断であった。

## フィルモグラフィ

### 映画
| 年   | 日本語題 原題                                                            | 役名                                     | 備考         |
| ---- | ------------------------------------------------------------------------ | ---------------------------------------- | ------------ |
| 1999 | シーズ・オール・ザット She's All That                                    | ケイティ                                 |              |
| 1999 | 恋のからさわぎ 10 Things I Hate About You                                | チャスティティ                           |              |
| 2000 | ワン・オン・ワン ファイナル・ゲーム Love & Basketball                    | ショーニー                               |              |
| 2000 | チアーズ! Bring It On                                                    | イシス                                   |              |
| 2002 | ケイティ Katie                                                           | アマンダ                                 |              |
| 2002 | ウェルカム・トゥ・コリンウッド Welcome to Collinwood                     | ミシェル                                 |              |
| 2003 | ソウル・トレード Deliver Us from Eva                                     | エヴァンジェリン・“エヴァ”・ダンドリッジ |              |
| 2003 | ブラック・ダイヤモンド Cradle 2 the Grave                                | ダリア                                   |              |
| 2003 | バッドボーイズ2バッド Bad Boys ll                                        | シドニー・“シド”・バーネット             |              |
| 2004 | 恋のトリセツ 別れ編 Breakin' All the Rules                               | ニッキー・コーラス                       |              |
| 2005 | ビッグ・トラブル in NY The Honeymooners                                  | アリス・クラムデン                       |              |
| 2006 | ハサミを持って突っ走る Running with Scissors                             | ドロシー                                 |              |
| 2008 | デイブは宇宙船 Meet Dave                                                 | ナンバー3                                |              |
| 2008 | キャデラック・レコード 音楽でアメリカを変えた人々の物語 Cadillac Records | ジェニーヴァ・ウェイド                   |              |
| 2012 | 魔法の恋愛書 Think Like a Man                                            | クリステン                               |              |
| 2014 | ベガス流 ヴァージンロードへの道 Think Like a Man Too                     | クリステン                               |              |
| 2014 | トップ・ファイブ Top Five                                                | エリカ・ロング                           |              |
| 2015 | 婚活 365日! With This Ring                                               | キティ                                   | 兼製作総指揮 |
| 2016 | バース・オブ・ネイション The Birth of a Nation                           | エステル                                 |              |
| 2017 | スリープレス・ナイト Sleepless                                           | デナ・スミス                             |              |
| 2018 | ブレイキング・イン Breaking In                                           | ショーン・ラッセル                       | 兼製作       |
| 2018 | パブリック 図書館の奇跡 The Public                                       | レベッカ・パークス                       |              |
| 2022 | ストレンジ・ワールド/もうひとつの世界 Strange World'                     | メリディアン・クレイド                   |              |
| 2022 | インスペクション ここで生きる The Inspection                             |                                          | 兼製作総指揮 |

### テレビシリーズ
| 年        | 日本語題 原題                                | 役名                         | 備考                                             |
| --------- | -------------------------------------------- | ---------------------------- | ------------------------------------------------ |
| 2000      | ER緊急救命室 ER                              | タマラ・デイヴィス           | 第6シーズン第10話「家族の問題」                  |
| 2001      | フレンズ Friends                             | クリステン                   | 第7シーズン第17話「理想のウエディングドレス」    |
| 2004      | ザ・ホワイトハウス The West Wing             | Meeshel Anders               | 第5シーズン第11話「恩赦の権利」                  |
| 2005-2006 | ナイト・ストーカー Night Stalker             | ペリ・リード                 | 計10話出演                                       |
| 2008      | アグリー・ベティ Ugly Betty                  | レネ・スレイター             | 計3話出演                                        |
| 2009      | Life 真実へのパズル Life                     | ジェーン・シーバー           | 計4話出演                                        |
| 2009-2010 | フラッシュフォワード FlashForward            | ゾーイ・アンダータ           | 計9話出演                                        |
| 2010      | アーミー・ワイフ Army Wives                  | ジーナ・ホルト               | 第4シーズン第17話「Murder in Charleston」        |
| 2011      | NTSF:SD:SUV::                                | サンディ・キャニオンズ       | 第1シーズン第6話「Tijuana, We've Got a Problem」 |
| 2013-2019 | Being Mary Jane                              | Mary Jane Paul               | メイン、計52話出演                               |
| 2016-2019 | ライオン・ガード The Lion Guard              | ナラ                         | 声の出演 計19話出演                              |
| 2019-2020 | LA's FINEST/ロサンゼルス捜査官 L.A.'s Finest | シドニー・“シド”・バーネット | メイン、計26話出演                               |